# Zahia
Pour les articles homonymes, voir Zahia (homonymie).
Zahia est une localité de l'ouest de la Côte d'Ivoire et appartenant au département de Daloa, dans la Région du Haut-Sassandra. La localité de Zahia est un chef-lieu de commune.

## Personnalités liées à la commune
- Hamed Diallo, footballeur né à Zahia en 1976.